# Военно-воздушная академия имени профессора Н. Е. Жуковского и Ю. А. Гагарина
Федеральное государственное казённое военное образовательное учреждение высшего профессионального образования Военный учебно-научный центр Военно-воздушных сил «Военно-воздушная орденов Ленина и Октябрьской Революции, дважды Краснознамённая, орденов Кутузова и Жукова академия имени профессора Н. Е. Жуковского и Ю. А. Гагарина» — высшее военное учебное заведение Военно-воздушных сил (ВВС). В академии ведётся подготовка офицерских кадров по командно-инженерному, инженерному и военно-гуманитарному профилям для авиации всех видов, родов войск и частей радиоэлектронной борьбы Вооружённых Сил Российской Федерации.
Начальник академии — генерал-полковник Зибров Геннадий Васильевич, доктор педагогических наук, профессор.

## История вуза
Прародителем нынешней академии считается Военное аэродромно-техническое училище ВВС в Сталинграде, решение об открытии которого было принято в конце 1948 года Генеральным штабом Вооружённых Сил СССР, а открытие состоялось 1 января 1950 года.
В 1954 году училище было перебазировано в г. Мичуринск Тамбовской области (Воронежский военный округ). В 1963 году учебное заведение было переименовано в Мичуринское военное авиационно-техническое училище, а спустя несколько месяцев переехало в г. Воронеж и получило новое название — Воронежское военное авиационно-техническое училище.
В 1975 году среднее авиационно-техническое училище было преобразовано в Воронежское высшее военное авиационное инженерное училище. Программы подготовки офицеров с высшим специальным образованием предполагали увеличение продолжительности обучения с 3 лет, как было ранее, до 4 лет. С целью недопущения прерывания обеспечения войск специалистами, в 1975 году проводился одновременный набор абитуриентов для последующей подготовки офицеров, как со средне- техническим образованием (срок обучения 3 года), так и с высшим образованием (срок обучения 4 года). Первый выпуск офицеров с высшим специальным образованием состоялся в 1979 году. В последующем 4-годичные учебные программы были продлены до 5 лет. В 1989 году в училище была открыта адъюнктура.
В 1991—1999 годах функционировал филиал училища в г. Борисоглебске, созданный на базе расформированного Борисоглебского высшего военного авиационного училища лётчиков имени В. П. Чкалова.
В 1998 году училище было преобразовано в Воронежский военный авиационный инженерный институт, а пять лет спустя получило новое название — Воронежское высшее военное авиационное инженерное училище (военный институт).
В августе 2006 года к училищу был присоединён Военный институт радиоэлектроники (г. Воронеж).
По итогам государственной аккредитации с конца 2007 года по 2011 год учебное заведение носило наименование — Военный авиационный инженерный университет (г. Воронеж).
В 2008 году Правительством РФ принято решение сосредоточить в университете подготовку специалистов всех видов наземного обеспечения полётов авиации: инженерно-авиационного, инженерно-аэродромного, аэродромно-технического, метеорологического, радиотехнического и авиационных средств связи. К университету были присоединены Иркутское ВВАИУ, Ставропольское ВВАИУ и Тамбовское ВВАИУ РЭ. В начале января 2009 года в Воронеж были передислоцированы курсанты и командно-преподавательский состав Иркутского ВВАИУ. В июле-августе 2009 года — остальные вузы.
В 2010 году к университету был присоединён Федеральный государственный научно-исследовательский испытательный центр радиоэлектронной борьбы и оценки эффективности снижения заметности. Приказом МО РФ с 1 сентября 2011 года университету передана подготовка обучаемых офицеров оперативно-тактического уровня из Военно-воздушной академии имени профессора Н. Е. Жуковского и Ю. А. Гагарина.
В 2012 году Военно-воздушная академия имени профессора Н. Е. Жуковского и Ю. А. Гагарина (Монино) и Военный авиационный инженерный университет были преобразованы в ВУНЦ ВВС «Военно-воздушную академию имени профессора Н. Е. Жуковского и Ю. А. Гагарина» (Воронеж).
21 февраля 2020 года министр обороны России генерал армии Сергей Шойгу вручил академии орден Жукова — за заслуги в укреплении обороноспособности страны и подготовке квалифицированных военных кадров.
9 мая 2025 года Воронежской Военно-воздушной академии был вручён орден Александра Невского.

ВУНЦ ВВС «Военно-воздушная академия имени профессора Н. Е. Жуковского и Ю. А. Гагарина»
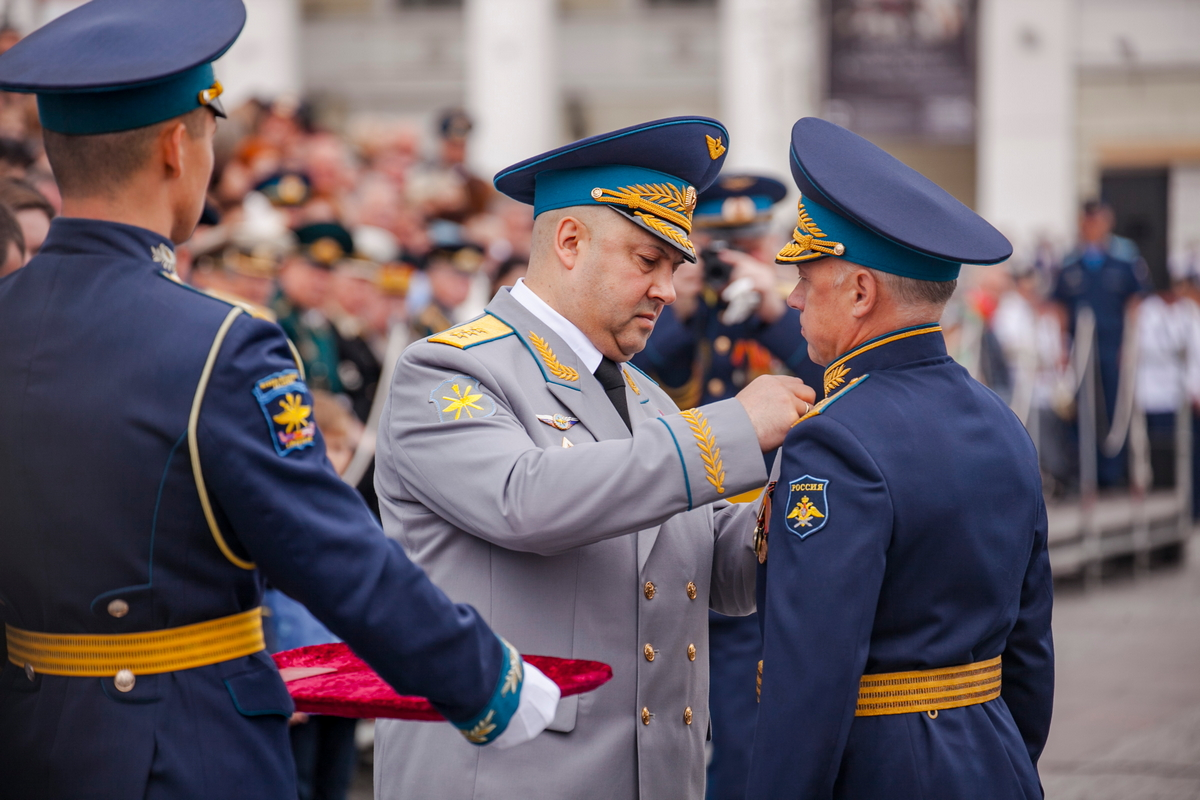
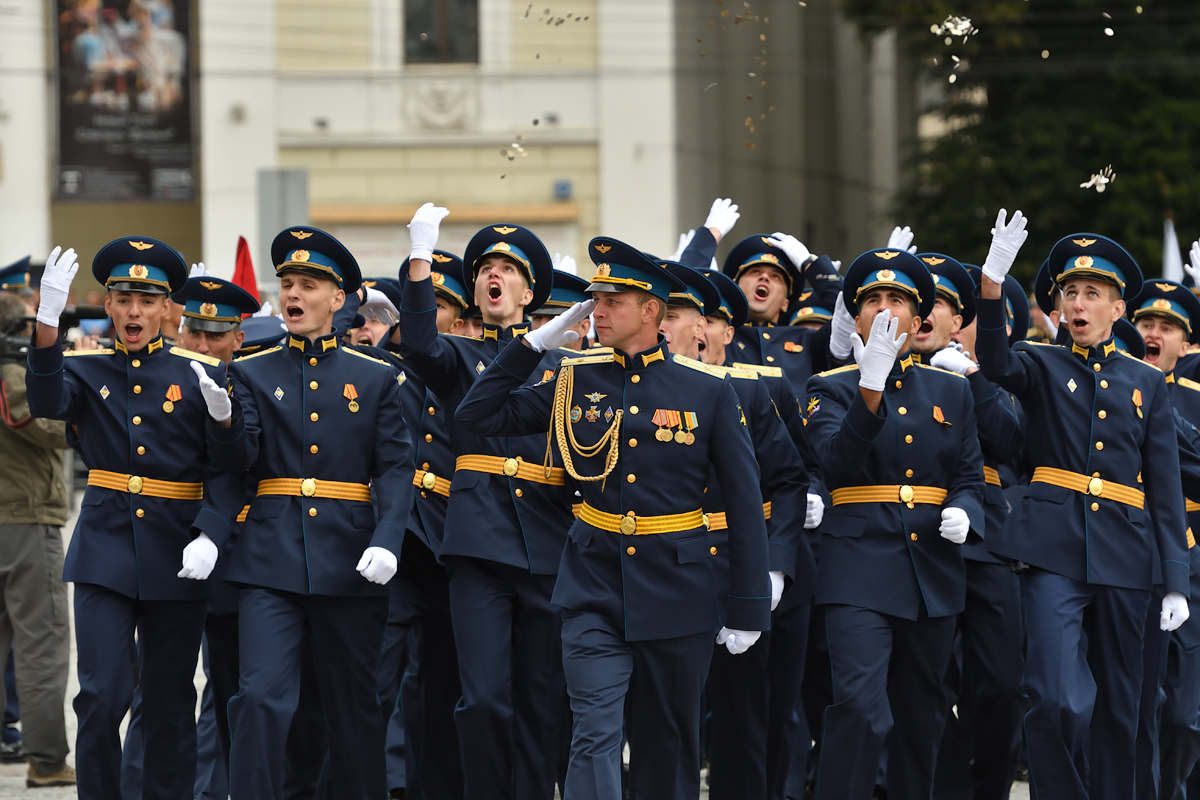
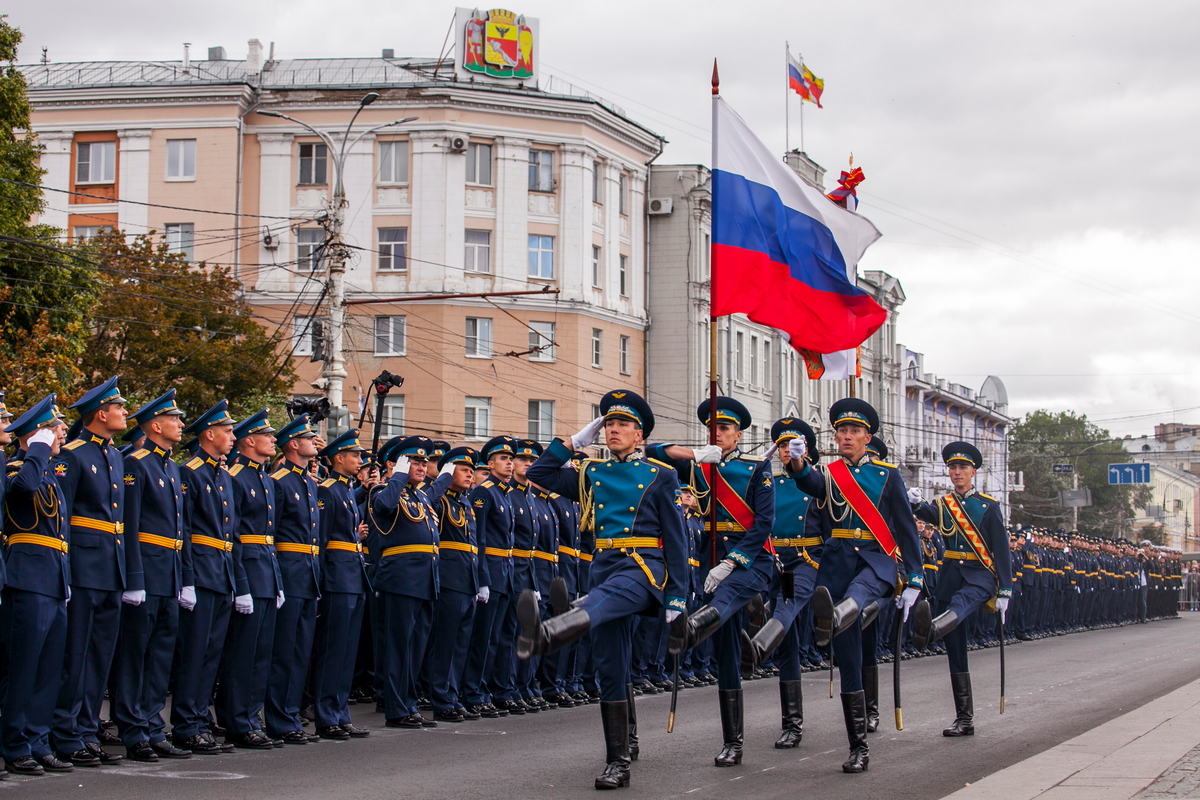

## Начальники академии
- Арженухин Ф. К. генерал-лейтенант авиации (1940—1941)
- Померанцев З. М. генерал-майор авиации[7][8]
- Шкурин Я. С. генерал-лейтенант авиации
- Ионов П. П. генерал-лейтенант авиации
- Фалалеев Ф. Я. маршал авиации (1946—1950)
- Пестов С. А. генерал-лейтенант авиации (1950—1956)
- Красовский С. А. генерал-лейтенант авиации (1956—1968)
- Руденко С. И. маршал авиации (1968—1973)
- Скоморохов Н. М. генерал-полковник авиации (1973—1988)[9]
- Корольков Б. Ф. генерал-полковник авиации (1988—1996)
- Козлов В. П. генерал-полковник авиации (1997—2002)[10][11][12].
- Султанов Т. Ч. генерал-майор (2009—2010)
- Зибров Г. В. генерал-полковник (с 2012 года по настоящее время)

## Выпускники
За годы существования вуза 865 выпускников были удостоены звания Герой Советского Союза, 61 человек дважды, а маршалу авиации Ивану Никитовичу Кожедубу звание было присвоено трижды, 89 человек стали лауреатами Ленинской и Государственной премий. Среди выпускников ВВИА — первый космонавт Юрий Гагарин, первая женщина-космонавт Валентина Терешкова, первый человек, вышедший в открытый космос — Алексей Леонов, знаменитые конструкторы летательных аппаратов Сергей Ильюшин, Артем Микоян, Александр Яковлев, олимпийский чемпион по тяжёлой атлетике Юрий Власов. Из тех, кто в разные годы учился и работал в академии, двести человек стали лауреатами Ленинской и Государственной премий, более ста были удостоены высоких званий Героя Советского Союза и Героя Социалистического Труда.

## Структура академии
ВУНЦ ВВС осуществляет подготовку специалистов по 22 военным специальностям. Среди сотрудников вуза более 200 докторов и более 1000 кандидатов наук, 59 профессоров и 215 доцентов.
В том числе в структуру академии входят:
- Управление академии
- Центр научно-исследовательский и образовательных информационных технологий
- Центр подготовки научно-педагогических кадров
- Научно-исследовательский испытательный центр радиоэлектронной борьбы
- Научная рота
- Кадетская инженерная школа (10—11 классы)
- Подразделения обеспечения

С 1989 года действует адъюнктура, функционируют четыре докторских диссертационных совета по восьми специальностям.
Каждый год в академию поступают более 2,5 тысяч курсантов. Общее количество курсантов составляет свыше 12 тысяч человек.

### Факультеты
В структуре ВУНЦ ВВС имеется 14 факультетов.
- Гидрометеорологический факультет

Готовит офицеров по специальностям «Метеорология» и «Исследования природных ресурсов аэрокосмическими средствами». Подготовка военных метеоспециалистов в 1950—1956 годах осуществлялась в Серпуховском авиационно-техническом училище спецслужб, в 1956—1960 годы в Кирсановском военном авиационно-техническом училище. С 1962 года подготовка специалистов метеорологической службы возобновлена на метеорологическом цикле Мичуринского военного авиационно-технического училища, впоследствии в Воронежском военном авиационном инженерном училище, затем институте, а ныне ВУНЦ ВВС. Факультет создан в 1975 году.
- Факультет средств аэродромно-технического обеспечения полётов

Готовит офицеров по специальностям «Холодильная, криогенная техника и кондиционирование», «Средства аэродромно-технического обеспечения полётов авиации» и «Метрология и метрологическое обеспечение». Первый набор курсантов на основные тыловые специальности был проведён в 1949 году, а уже осенью 1951 года тыл ВВС получил первых специалистов — техников по строительству и эксплуатации аэродромов, по эксплуатации и ремонту аэродромных машин, по эксплуатации и ремонту спецавтотранспорта. Факультет создан в 1975 году.
- Факультет инженерно-аэродромного обеспечения

Готовит офицеров по специальностям «Автомобильные дороги и аэродромы» и «Энергообеспечение предприятий». Факультет создан в 1975 году.
- Факультет управления повседневной деятельностью подразделений

Готовит офицеров по специальностям «Управление персоналом», «педагогика и психология» и «Менеджмент организации». Факультет создан в 2003 году.
- Факультет радиоэлектронной борьбы (применения и эксплуатации средств РЭБ с системами управления войсками и оружием противника)

Готовит офицеров по специальности «Средства радиоэлектронной борьбы». Факультет создан в 1981 году в составе Воронежского высшего военного инженерного училища радиоэлектроники.
- Факультет радиоэлектронной борьбы (и информационной безопасности)

Готовит офицеров по специальности «Комплексное обеспечение информационной безопасности автоматизированных систем». Факультет создан в 1981 году в составе Воронежского высшего военного инженерного училища радиоэлектроники.
- Факультет летательных аппаратов

Готовит офицеров по специальности «Техническая эксплуатация летательных аппаратов и двигателей». Факультет создан в 1975 году в составе Иркутского ВВАИУ. В июле-августе 2009 года личный состав факультета был пополнен курсантами из аналогичного факультета Ставропольского ВВАИУ.
- Факультет авиационного вооружения

Готовит офицеров по специальности «Робототехнические системы авиационного вооружения». Факультет создан в 1992 году в составе Иркутского ВВАИУ. В июле-августе 2009 года личный состав факультета был пополнен курсантами из аналогичного факультета Ставропольского ВВАИУ.
- Факультет авиационного оборудования

Готовит офицеров по специальности «Техническая эксплуатация авиационных электросистем и пилотажно-навигационных комплексов». Факультет создан в 1975 году в составе Иркутского ВВАИУ. В июле-августе 2009 года личный состав факультета был пополнен курсантами из аналогичного факультета Ставропольского ВВАИУ.
- Факультет авиационного радиоэлектронного оборудования

Готовит офицеров по специальностям «Техническая эксплуатация транспортного радиооборудования» и «Эксплуатация радиоэлектронного оборудования самолётов и вертолётов». Факультет создан в 1987 году в составе Иркутского ВВАИУ. В июле-августе 2009 года личный состав факультета был пополнен курсантами из аналогичного факультета Ставропольского ВВАИУ.
- Факультет радиотехнического обеспечения

Готовит офицеров по специальности «Радиоэлектронные системы». Факультет создан в 1994 году на базе факультета радиоэлектроники Тамбовского ВВАИУ РЭ.
- Факультет авиационных средств связи

Готовит офицеров по специальности «Радиотехника». Факультет создан в 1993 году в составе Тамбовского ВВАИУ РЭ как факультет радиосвязи.
- Факультет переподготовки и повышения квалификации
- Специальный факультет

Занимается подготовкой военных кадров и технического персонала зарубежных государств. Подготовка иностранных военных специалистов начата в ВУНЦ ВВС в октябре 1993 года.

### Филиалы
Военно-воздушная академия имеет два филиала:
- Военный учебно-научный центр ВВС «Военно-воздушная академия» (филиал, г. Сызрань Самарской области). Бывшее Сызранское высшее военное авиационное училище лётчиков;
- Военный учебно-научный центр ВВС «Военно-воздушная академия» (филиал, г. Челябинск). Бывший Челябинский военный авиационный институт штурманов имени 50-летия ВЛКСМ.